# Next Year in Zion
Albums de Herman Düne
Giant
(2006) Strange Moosic
(2011)
Next Year In Zion est un album de Herman Düne sorti le 9 septembre 2008.

## Liste des morceaux
1. My Home Is Nowhere Without You
2. Try To Think About Me
3. When The Sun Rose Up This Morning
4. When We Were Still Friends
5. On A Saturday
6. My Baby Is Afraid Of Sharks
7. Lovers Are Waterproof
8. Next Year In Zion
9. Someone Knows Better Than Me
10. My Best Kiss
11. Baby Baby You're My Baby
12. (Nothing Left But) Poison In The Rain